# 保坂利男
保坂 利男（ほさか としお、1968年10月 - ）は、日本の医師・医学者（糖尿病・代謝栄養・内分泌）。学位は博士（医学）（山口大学・1999年）。静岡県立大学食品栄養科学部・大学院食品栄養環境科学研究院教授。

## 来歴

### 生い立ち
1968年10月に生まれた。1987年3月に山口県立宇部高等学校を卒業した。山口大学に進学し、医学部の医学科にて学んだ。1994年3月、山口大学を卒業した。同年より、母校である山口大学の医学部にて附属病院の研修医となった。1995年より、財団法人である朝日生命成人病研究所にて勤務した。また、山口大学の大学院に進学し、医学研究科にて学んだ。1998年3月、山口大学の大学院における博士課程を単位修得退学した。なお、のちに博士論文「Regulation of insulin-stimulated glucose transport by chronic glucose exposure in 3T3-L1 adipocytes」を執筆し、翌年3月に博士（医学）の学位を授与されている。

### 医師として
1998年、社会福祉法人である恩賜財団済生会が設置・運営する山口県済生会山口総合病院に採用され、内科の医師として勤務した。1999年、岩国市医師会が設置・運営する岩国市医療センター医師会病院に採用され、内科の部長に就任した。

### 医学者として
2002年、アメリカ合衆国のボストン大学にて、医学部の助教に就任した。医学部においては、主として生化学教室を受け持った。2005年には、同名の国立大学法人が設置・運営する徳島大学に採用され、大学院のヘルスバイオサイエンス研究部にて特任准教授に就任した。徳島大学では研究部・教育部制が導入されており、大学院においては、主として栄養生命科学教育部の講義を担当し、代謝栄養学分野を受け持った。また、2009年には、同じく徳島大学に採用され、大学院のヘルスバイオサイエンス研究部にて助教に就任した。大学院においては、主として医歯薬学研究部の講義を担当し、実践栄養学分野を受け持った。2011年、同名の学校法人が設置・運営する埼玉医科大学に採用され、医学部の講師に就任した。医学部においては、主として内分泌内科や糖尿病内科を受け持った。2014年、学校法人である杏林学園が設置・運営する杏林大学に採用され、大学院の医学研究科の講師に就任した。医学研究科においては、主として糖尿病・内分泌・代謝内科を受け持った。それと並行して、同名の国立大学法人が設置・運営する東京農工大学にて、大学院の農学研究院の講師を非常勤で兼任した。東京農工大学では研究院・学府制が導入されており、大学院においては、主として農学府の講義を担当した。2018年10月、公立大学法人である静岡県が設置・運営する静岡県立大学に採用され、食品栄養科学部の教授に就任した。食品栄養科学部においては、主として栄養生命科学科の講義を担当し、臨床栄養学研究室を受け持った。また、同時に静岡県立大学の大学院において、食品栄養環境科学研究院の教授を兼務した。静岡県立大学では研究院・学府制が導入されており、大学院においては、主として薬食生命科学総合学府の講義を担当した。

## 研究
専門は医学であり、特に糖尿病、代謝栄養、内分泌といった分野の研究に従事していた。具体的には、細胞内の代謝について有機酸受容体を介する機構の研究に従事した。また、エネルギー産生栄養素摂取比率による糖尿病治療薬の研究に従事した。そのほか、組織慢性炎症と糖尿病合併症との関連や、生活習慣と糖尿病性腎臓病との関連、食事・運動・療養指導と糖尿病との関連などについての研究に従事した。また、専門書や学術書への執筆などにも取り組んでいる。
学術団体としては、日本内科学会、日本糖尿病学会、日本病態栄養学会、日本静脈経腸養学会、アメリカ糖尿病学会、アジア糖尿病学会、日本栄養・食糧学会、日本内分泌学会、日本糖尿病合併症学会、日本糖尿病眼学会、日本肥満学会などに所属した。

## 略歴
- 1968年 - 誕生[1]。
- 1987年 - 山口県立宇部高等学校卒業。
- 1994年 - 山口大学医学部医学科卒業[3]。
- 1994年 - 山口大学医学部附属病院研修医[4]。
- 1995年 - 朝日生命成人病研究所入所[4]。
- 1998年 - 山口大学大学院医学研究科博士課程単位修得退学[3]。
- 1998年 - 山口県済生会山口総合病院内科医師[4]。
- 1999年 - 岩国市医療センター医師会病院内科部長[4]。
- 2002年 - ボストン大学医学部助教[4]。
- 2005年 - 徳島大学大学院ヘルスバイオサイエンス研究部特任准教授[4]。
- 2009年 - 徳島大学大学院ヘルスバイオサイエンス研究部助教[4]。
- 2011年 - 埼玉医科大学医学部講師[4]。
- 2014年 - 杏林大学大学院医学研究科講師[4]。
- 2016年 - 東京農工大学大学院農学研究院非常勤講師[4]。
- 2018年 - 静岡県立大学食品栄養科学部・大学院食品栄養環境科学研究院教授[4]。

## 著作

### 共著
- 竹谷豊ほか責任編集、日本栄養・食糧学会監修『栄養・食品機能とトランスポーター』建帛社、2011年。ISBN 978-4-7679-6154-5